# 第十七世噶玛巴·伍金赤列多吉
第十七世噶瑪巴·伍金赤列多吉（藏語：རྒྱལ་བ་ཀརྨ་པ་ཨོ་རྒྱན་འཕྲིན་ལས་རྡོ་རྗེ།，威利转写：o-rgyan 'phrin-las rdo-rje，藏语拼音：Ogyän  Chinlä Dorjê，1985年6月26日或6月19日—），又譯為鄔金欽列多傑或烏金聽列多傑，生於昌都县拉多乡，第十七世噶玛巴大寶法王，为藏传佛教噶玛噶举派最高宗教領袖，楚布寺住持。
伍金赤列多吉的第十七世噶玛巴身份存在争议，他的身份得到了中国政府和达赖喇嘛的共同认可，但另有一位由第十四世夏瑪巴认定的十七世噶玛巴——赤列塔耶多吉。

## 转世
1981年，第十六世噶玛巴在美国芝加哥逝世。噶玛巴·鄔金欽列多傑是严格按照第十六世噶玛巴遗嘱及转世法则产生的灵童，得到了中国政府和达赖喇嘛的共同认可。噶玛巴·鄔金欽列多傑出生于中国西藏自治区昌都县拉多乡巴郭村。他的父母是畜牧人，有九个儿女，伍金赤列多吉在三个男孩中排行第二，他幼年在拉多乡的嘎来寺学习藏文和佛学基础知识。1992年8月2日，他在拉萨大昭寺剃度 ，得法名为“白恰达让琼乌金杰瓦牛古卓堆赤列多吉则恰列南巴尔杰瓦德”；9月27日，经国务院宗教事务局批准，正式在楚布寺坐床。第十七世噶玛巴是中华人民共和国中央政府批准认定的第一位藏传佛教转世活佛。坐床后，他曾多次到中国内地参观，并受到中国国家领导人的接见。

## 离藏

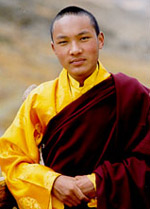
十四岁時的鄔金欽列多傑

1999年12月28日夜，十四岁的他离开楚布寺出走印度。2000年1月7日，中国国务院国务院新闻办发言人就十七世噶玛巴出走一事发表谈话，指出噶玛巴在留给寺庙的信中说，此行是为了去国外取历世噶玛巴活佛的黑帽和法器，“不是背叛国家和民族，背叛寺庙和领导”。1月13日，中国官方否认另册立噶玛巴活佛。1月21日，中国官方指噶玛巴终会返藏。2001年4月27日他在临时驻地印度达兰萨拉附近的上密院会见记者并发表声明：“1999年12月28日，在黑夜籠罩下，我和幾位貼身侍從，離開了我在西藏的寺院出走到印度。離開家鄉、寺院、僧眾、父母、家庭和西藏人民的決定，完全是我個人的決定。沒有人告訴我要離開，也沒有人叫我來此。我離開我的家鄉是為了弘揚佛法，另一方面是為了接受噶瑪噶舉傳承深奧的灌頂、口傳和教授，這些我只能從上一世噶瑪巴的弟子得到，他們是大司徒仁波切和國師嘉察仁波切。他們兩位都曾被預言是我的老師，目前都住在印度。”2004年5月30日，新华社发了一篇名为“楚布寺众僧俗期盼第十七世噶玛巴早日归寺”的通讯，喇嘛嘎玛·洛追桑布说道：「大家都猜测他现在暂时无法回到楚布寺是因为受到别人的恫吓」，藉以暗喻法王遲不返回西藏是因為外力的脅迫。
大寶法王目前已放棄中国国籍和印度難民身分，入籍多米尼克国，獲得該國護照，称：「我申請多米尼克護照，是為了方便弘法。」
目前大寶法王停留在印度達蘭沙拉。